# Тајфали
Тајфали (лат. Taifali) били су народ непознатог порекла. Доведе се у везу са Готима и Сарматима.
Били у савезу са Визиготима. Живели су у Малој Влашкој и једном делу Велике Влашке, а касније се један део њих населио у Италији у околини Мутине (данас Модена). Главна маса се изгледа почетком Теодосијеве владавине преселила са Атанариховим Готима у Тракију. 